# فوسفوفيليت
فوسفوفيليت (Phosphophyllite): التركيب البللوري : أحادي الميل . المكونات : فوسفات الزنك المائية . درجة الصلابة : 3.5 الجاذبية النوعية : 3.10 معامل الانكسار : 1.59 - 1.62 الانكسار المزدوج : 0.021 اللمعان : زجاجي .
الفسفوفليت :
أكثر الأحجار الكريمة النفيسة ندرة، لذا فإن له وقعًا كبيرًا في نفس
جامعي المجوهرات ، وتندرج ألوان بللوراته المنشورية ذا الشكل المسطح
الكثيف بين عديم اللون إلى الأخضر المزرق الرقيق، ونادرًا ما يتم صقله
وقطعه نظرًا لرخاوته كما يتسبب ارتفاع قيمة بللوراته الضخمة في
تجنب المازفة في قطعها .
- تواجده :

أرق البللورات والوحيدة التي يمكن تقطعيها ترد من بوليفيا وهناك
أماكن أخرى مثل :
ألمانيا ونيوهامبشاير (بالولايات المتحدة الأمريكية )